# CD Video

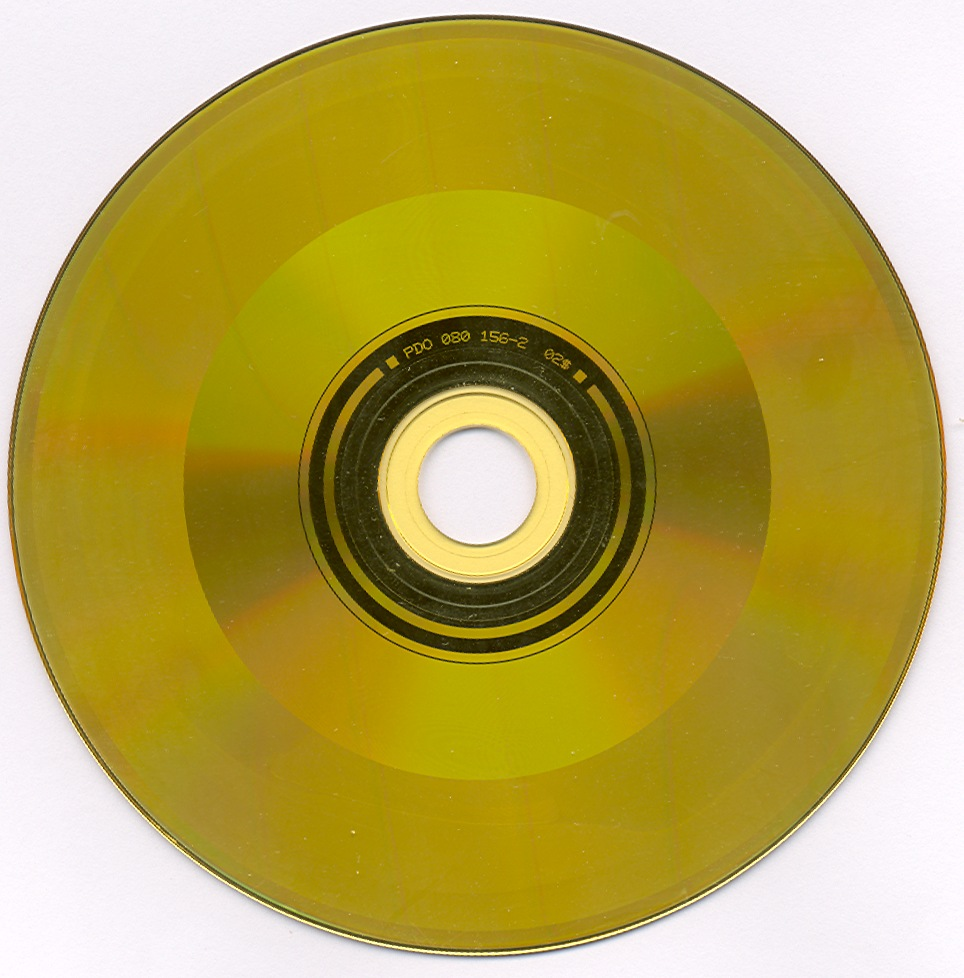
CD Video producido en 1987.

El CD Video (también llamado CDV o CD-V) es un formato híbrido que combina las tecnologías del disco compacto (CD, Compact Disc) y el disco láser (LD, Laserdisc).
Los discos CD-V se ven semejantes a un CD pero se diferencian por el color dorado y en algunos tipos, por su tamaño.
La pistas de audio (en el centro) (en un disco de 4.5 pulgadas) se pueden escuchar en cualquier reproductor de CD, mientras que para reproducir la pista de video es necesario un reproductor de 
CD Video o discos láser capaz de leer señal de audio digital.

## Diferencias entre el Video CD
- En un CD-V el video es analógico con la misma calidad de un disco láser, mientras que en un VCD el video está comprimido digitalmente con el códec MPEG-1 con una resolución de 352x240 píxeles (inferior a la de un LaserDisc o un CD-V convencional).
- En un CD-V el audio (digital) es igual al de un CD-DA convencional, mientras que en el VCD el audio está comprimido con el códec MP2 a una tasa de 224 kb/s.

## Tipos de discos
Éstos se diferencian según su tamaño:
- Discos de 4.5 pulgadas: Se caracterizan por ser del mismo tamaño de un CD convencional, normalmente tienen al principio del disco pistas de audio, las cuales se pueden reproducir en cualquier Reproductor de CD.

Contienen aprox. 8 minutos de video.
- Discos de 8 pulgadas: Son más grandes que un CD normal y sólo tienen pistas de video (con su respectivo audio digital).

Contienen 45 minutos de video aprox. (22 minutos por lado).
- Discos de 12 pulgadas: Son del mismo tamaño que un discos láser estándar, al igual que el de 8 pulgadas tiene sólo pistas de video. Contienen aprox. 2 horas de video (1 hora por lado).